# 포트 로더데일 슐즈 아카데미
포트로더데일 슐즈 아카데미는 미국 플로리다주 포트로더데일을 연고지로 하는 순수 아마추어 축구팀이다. 현재 USL 프리미어 디벨로프먼트 리그에 참가하고 있으며 성적은 하위권이다.